# Élections sénatoriales de 1998 dans le Finistère
Les élections sénatoriales dans le Finistère ont lieu le dimanche 27 septembre 1998. Elles ont pour but d'élire les sénateurs représentant le département au Sénat pour un mandat de six années.

## Contexte départemental
Lors des élections sénatoriales du 24 septembre 1989 dans le Finistère, quatre sénateurs ont été élus selon un mode de scrutin majoritaire à deux tours : deux UDF et deux RPR : Alphonse Arzel, Édouard Le Jeune ; Alain Gérard et Jacques de Menou,.

## Rappel des résultats de 1989
| Candidat et parti politique | Candidat et parti politique | Candidat et parti politique | Premier tour | Premier tour | Second tour | Second tour |
| Candidat et parti politique | Candidat et parti politique | Candidat et parti politique | Voix         | %            | Voix        | %           |
| --------------------------- | --------------------------- | --------------------------- | ------------ | ------------ | ----------- | ----------- |
|                             | Alain Gérard                | RPR                         | 1 005        | 49,65        | 1 112       | 56,19       |
|                             | Alphonse Arzel              | UDF                         | 983          | 48,57        | 1 114       | 56,29       |
|                             | Jacques de Menou            | RPR                         | 805          | 39,77        | 1 077       | 54,42       |
|                             | Pierre Maille               | PS                          | 704          | 34,78        | 877         | 44,32       |
|                             | Jean-Claude Joseph          | PS                          | 703          | 34,73        | 847         | 42,80       |
|                             | Gilbert Montfort            | PS                          | 698          | 34,49        | 857         | 43,31       |
|                             | Édouard Le Jeune            | UDF                         | 672          | 33,20        | 1 036       | 52,35       |
|                             | Marie-Jacqueline Desouches  | PS                          | 658          | 32,51        | 818         | 41,33       |
|                             | Marc Bécam                  | RPR                         | 417          | 20,60        | Retrait     | Retrait     |
|                             | Georges Lombard             | UDF                         | 345          | 17,05        | Retrait     | Retrait     |
|                             | Pierre Chapalain            | UDF                         | 142          | 7,02         | Retrait     | Retrait     |
|                             | Daniel Créoff               | PCF                         | 113          | 5,58         | Retrait     | Retrait     |
|                             | Michel Mazéas               | PCF                         | 108          | 5,34         | Retrait     | Retrait     |
|                             | Alain David                 | PCF                         | 105          | 5,19         | Retrait     | Retrait     |
|                             | Simone Guéguen              | PCF                         | 104          | 5,14         | Retrait     | Retrait     |
|                             | Yves Remond                 | UDB                         | 78           | 3,85         | Retrait     | Retrait     |
|                             | Claude Stephan              | UDB                         | 71           | 3,51         | Retrait     | Retrait     |
|                             | Jean Guéguéniat             | UDB                         | 70           | 3,46         | Retrait     | Retrait     |
|                             | Michel Marzin               | UDB                         | 69           | 3,41         | Retrait     | Retrait     |
|                             |                             |                             |              |              |             |             |
| Inscrits                    | Inscrits                    | Inscrits                    | 2 059        | 100,00       | 2 059       | 100,00      |
| Abstentions                 | Abstentions                 | Abstentions                 | 7            | 0,34         | 9           | 0,44        |
| Votants                     | Votants                     | Votants                     | 2 052        | 99,66        | 2 050       | 99,56       |
| Blancs et nuls              | Blancs et nuls              | Blancs et nuls              | 28           | 1,36         | 71          | 3,46        |
| Exprimés                    | Exprimés                    | Exprimés                    | 2 024        | 98,64        | 1 979       | 96,54       |

## Sénateurs sortants
| Sénateur | Sénateur         | Parti | Fonctions lors de l'élection en 1989                       |
| -------- | ---------------- | ----- | ---------------------------------------------------------- |
|          | Alphonse Arzel   | UDF   | Sénateur sortant, maire de Ploudalmézeau                   |
|          | Édouard Le Jeune | UDF   | Sénateur sortant                                           |
|          | Alain Gérard     | RPR   | Sénateur sortant, conseiller général                       |
|          | Jacques de Menou | RPR   | Conseiller régional, conseiller général, maire de Plouvorn |

## Présentation des candidats
Les nouveaux représentants sont élus pour une législature de 9 ans au suffrage universel indirect par les 1984 grands électeurs du département. 
En Ille-et-Vilaine, les sénateurs sont élus au scrutin majoritaire à deux tours.
| Candidats | Candidats            | Parti | Principale fonction                                     |
| --------- | -------------------- | ----- | ------------------------------------------------------- |
|           | Sylviane Simon       | TEAG  | Adjoint au maire de Landerneau                          |
|           | Roger Nadan          | TEAG  | Conseiller municipal de Mellac                          |
|           | Michel Beyer         | TEAG  | Conseiller municipal de Roscanvel                       |
|           | Serge L'Huriec       | TEAG  |                                                         |
|           | Daniel Créoff        | PCF   | Conseiller général, maire de Berrien                    |
|           | Piero Rainero        | PCF   | Conseiller régional                                     |
|           | Jacqueline Héré      | PCF   | Conseillère municipale de Brest                         |
|           | Alain David          | PCF   | Adjoint au maire de Morlaix                             |
|           | Janick Moriceau      | Verts | Conseiller municipal de Plonéour-Lanvern                |
|           | Marif Loussouarn     | Verts | Conseiller municipal de Brest                           |
|           | Michel Marzin        | Verts | Adjoint au maire de Morlaix                             |
|           | Alain Uguen          | Verts | Conseiller municipal de Quimper                         |
|           | Louis Le Pensec      | PS    | Ministre                                                |
|           | François Marc        | PS    | Conseiller général, maire de La Roche-Maurice           |
|           | Yolande Boyer        | PS    | Conseillère régionale, maire de Châteaulin              |
|           | René Fily            | PS    | Maire de Saint-Martin-des-Champs                        |
|           | Bernard Uguen        | GÉ    |                                                         |
|           | Yves Jardin          | UDB   |                                                         |
|           | Ambroise Guellec     | UDF   | Conseiller régional, maire de Pouldreuzic               |
|           | Alphonse Arzel       | UDF   | Sénateur sortant, maire de Ploudalmézeau                |
|           | Jean-Yves Cozan      | UDF   | Conseiller régional, conseiller général                 |
|           | Marie-Hélène Stéphan | DL    | Conseillère municipale de Saint-Eloy                    |
|           | Alain Gérard         | RPR   | Sénateur sortant, conseiller général                    |
|           | Jacques de Menou     | RPR   | Sénateur sortant, conseiller général, maire de Plouvorn |
|           | Bernard de Cadenet   | RPR   | Conseiller régional, conseiller municipal de Brest      |
|           | Alain Le Roy         | RPR   | Maire de l'Île-de-Sein                                  |
|           | Michel Dor           | FN    |                                                         |

## Résultats
| Candidat et parti politique | Candidat et parti politique | Candidat et parti politique | Premier tour | Premier tour | Second tour | Second tour |
| Candidat et parti politique | Candidat et parti politique | Candidat et parti politique | Voix         | %            | Voix        | %           |
| --------------------------- | --------------------------- | --------------------------- | ------------ | ------------ | ----------- | ----------- |
|                             | Alain Gérard                | RPR                         | 877          | 42,99        | 968         | 47,64       |
|                             | Louis Le Pensec             | PS                          | 853          | 41,81        | 1 035       | 50,94       |
|                             | François Marc               | PS                          | 841          | 41,23        | 1 027       | 50,54       |
|                             | Yolande Boyer               | PS                          | 807          | 39,56        | 1 005       | 49,46       |
|                             | Ambroise Guellec            | UDF                         | 803          | 39,36        | 910         | 44,78       |
|                             | Jacques de Menou            | RPR                         | 782          | 38,33        | 914         | 44,98       |
|                             | René Fily                   | PS                          | 771          | 37,79        | 928         | 45,67       |
|                             | Alphonse Arzel              | UDF                         | 664          | 32,55        | 829         | 40,80       |
|                             | Jean-Yves Cozan             | UDF                         | 306          | 15,00        | 136         | 6,69        |
|                             | Marie-Hélène Stéphan        | DL                          | 133          | 6,52         | Retrait     | Retrait     |
|                             | Daniel Créoff               | PCF                         | 129          | 6,32         | 2           | 0,10        |
|                             | Bernard de Cadenet          | RPR                         | 126          | 6,18         | Retrait     | Retrait     |
|                             | Piero Rainero               | PCF                         | 113          | 5,54         | 1           | 0,05        |
|                             | Jacqueline Héré             | PCF                         | 110          | 5,39         | 1           | 0,05        |
|                             | Alain David                 | PCF                         | 110          | 5,39         | 1           | 0,05        |
|                             | Alain Le Roy                | RPR                         | 79           | 3,87         | Retrait     | Retrait     |
|                             | Janick Moriceau             | Verts                       | 62           | 3,04         | 1           | 0,05        |
|                             | Marif Loussouarn            | Verts                       | 55           | 2,70         | 38          | 1,87        |
|                             | Michel Marzin               | Verts                       | 53           | 2,60         | Retrait     | Retrait     |
|                             | Alain Uguen                 | Verts                       | 52           | 2,55         | Retrait     | Retrait     |
|                             | Sylviane Simon              | TEAG                        | 49           | 2,40         | Retrait     | Retrait     |
|                             | Roger Nadan                 | TEAG                        | 48           | 2,35         | Retrait     | Retrait     |
|                             | Michel Beyer                | TEAG                        | 43           | 2,11         | Retrait     | Retrait     |
|                             | Serge L'Huriec              | TEAG                        | 40           | 1,96         | Retrait     | Retrait     |
|                             | Yves Jardin                 | UDB                         | 37           | 1,79         | Retrait     | Retrait     |
|                             | Michel Dor                  | FN                          | 25           | 1,23         | 4           | 0,20        |
|                             | Bernard Uguen               | GÉ                          | 20           | 0,98         | 15          | 0,74        |
|                             |                             |                             |              |              |             |             |
| Inscrits                    | Inscrits                    | Inscrits                    | 2 067        | 100,00       | 2 067       | 100,00      |
| Abstentions                 | Abstentions                 | Abstentions                 | 19           | 0,92         | 7           | 0,34        |
| Votants                     | Votants                     | Votants                     | 2 048        | 99,08        | 2 060       | 99,66       |
| Blancs et nuls              | Blancs et nuls              | Blancs et nuls              | 8            | 0,39         | 28          | 1,36        |
| Exprimés                    | Exprimés                    | Exprimés                    | 2 040        | 99,61        | 2 032       | 98,64       |